# Caesars
Caesars, tidigare kända som Caesars Palace, är en svensk indierockgrupp.  
Caesars bildades i Stockholm 1993. År 1995 släpptes EP:n Shake It 7. 1998 kom gruppens första riktiga album Youth Is Wasted on the Young och gruppen började då bli allmänt känd i Sverige. Samma år framträdde de bland annat i Sen kväll med Luuk. 2002 släpptes albumet Love for the Streets. Med detta album blev man Grammisnominerad både som Bästa grupp och Bästa album. På samma album fanns låten "Jerk It Out" som genom att 2005 ingå i en reklam för Apples Ipod gjorde gruppen internationellt kända. Låten var tidigare med i tv-spelen FIFA Football 2004 och SSX 3. Den spelades även i Dawsons Creek ("Lovelines", säsong 6) och Entourage (TV-serie) (Säsong 2 episode 12).
I mars 2008 släppte de dubbelalbumet Strawberry Weed, som producerats av Ebbot Lundberg från The Soundtrack of Our Lives. Albumet innehåller 24 låtar.
I en intervju i "Musikguiden" i Sveriges Radio P3 13 februari 2012 berättade Jocke Åhlund att bandet ligger på is tills vidare.  Gruppen spelade på Popaganda 2018.

## Bandmedlemmar
- César Vidal - sång
- Joakim Åhlund - gitarr, sång
- Klas Åhlund - gitarr (inte officiell medlem)
- David Lindqvist - bas
- Jens Örjeheim - trummor (till 2000)
- Nino Keller - trummor (från 2000)

## Diskografi

### Album
- 1998 – Youth Is Wasted on the Young
- 2000 – Cherry Kicks
- 2002 – Love for the Streets
- 2003 – 39 Minutes of Bliss (In an Otherwise Meaningless World) [samlingsalbum med låtar från albumen samt en singel B-sida]
- 2005 – Paper Tigers
- 2008 – Strawberry Weed

### Singlar & E.P.'s
- 1995 - Shake It 3 track E.P.: Shake It / Odd Job / Born Cool
- 1995 - Rock De Puta Mierda 7 track E.P.: Phenobarbital / 3D-TV / Automatic / Crap-thinker / This Man, This Monster / Pupo Diavolo / You're My Favorurite
- 1998 - (I'm Gonna) Kick You Out / Out of My Hands
- 1998 - Jerk It Out
- 2000 - From the Bughouse / Punkrocker (Original Version) / Love Bubble
- 2000 - Crackin' Up / Perfect Match
- 2000 - Fun 'n' Games / Crakin' Up / Only You / Since You've Been Gone
- 2000 - Only You [Promo]
- 2002 - Jerk It Out / Out Of My Hands / She's A Planet
- 2002 - Over 'fore It Started / Sparky
- 2002 - Candy Kane / Artificial Gravity
- 2002 - Get off my cloud (Rolling stones cover)/Bound and dominated LP-singel från dolores singelklubb 300EX
- 2005 - Jerk It Out / Up All Night [7" ej utgiven i Sverige]
- 2005 - Jerk It Out (Jason Nevins Remix Edit) / Jerk It Out (Jason Nevins Extended Remix) / Jerk It Out (Jason Nevins "Rack Da Club" Remix) / Jerk It Out (Jason Nevins "Jerk It Harder" Remix) / Jerk It Out (Jason Nevins Remix Edit Instrumental) [CD promo, ej utgiven i Sverige]
- 2005 - We Got to Leave / Longer We Stay Together
- 2005 - Paper Tigers / Up All Night
- 2005 - It's Not the Fall That Hurts
- 2007 - No tomorrow / Every Road Leads To Home
- 2008 - Boo boo goo goo / Not Your Money